# The Murder of Sonic the Hedgehog
The Murder of Sonic the Hedgehog (укр. Убивство Їжака Соніка) — відеогра в жанрі візуальної новели та point-and-click 2023 року, розроблена Sega Social Team та опублікована Sega для таких платформ, як Microsoft Windows і macOS. Гра розповсюджується за системою free-to-play. Sega випустила проєкт 31 березня 2023 року, щоби пов'язати її з Днем сміху.
Гравцю треба провести розслідування, спілкуючись з різними персонажами із серії відеоігор Sonic the Hedgehog, щоби дізнатись, хто вбив Соніка в день народження Емі Роуз.

## Ігровий процес
The Murder of Sonic the Hedgehog — це візуальна новела, де гравець має розслідувати вбивство Соніка, головного героя відомої медіафраншизи. Через те, що історія є детективною, гравцям доведеться багато спілкуватися з пасажирами потягу. Під час розслідування гравець може досліджувати предмети в кімнаті, щоб отримати докази. Зібравши достатньо доказів, гравець зможе допитати інших персонажів у кімнаті, при цьому він повинен надати правильні докази, щоб підтвердити або спростувати твердження персонажів. Після завершення допиту гравець зможе перейти до наступної кімнати.
Під час допитів гравець час від часу буде брати участь у мінігрі «Подумай» (англ. Think). У цих сегментах гравець керує Соніком в автоматичному режимі, використовуючи ізометричну перспективу, ціль — збирати кільця, ухиляючись від небезпек, що зустрічаються на шляху. Гравець повинен зібрати певну кількість, щоб перейти до наступної фази допиту, причому складність цих мініігор зростає в міру проходження гри. Однак, є можливість спростити проходження у налаштуваннях, якщо користувач зацікавлений перш за все у сюжеті. Наприклад, зробити Соніка невразливим до перешкод.

## Сюжет
Щоб відсвяткувати день народження Емі Роуз, вона та її друзі Сонік, Тейлз, Наклз, Еспіо, Вектор, Руж, Блейз і Шедоу збираються в Міраж Експресі, потязі, призначеному для особливих подій, щоб взяти участь у грі про таємниче вбивство. Гравець керує новим співробітником-квокою на борту поїзда, який отримує вказівки від провідника допомагати учасникам у разі потреби. Невдовзі після того, як гра мала розпочатися, поїзд несподівано пришвидшується, внаслідок чого гравця, Емі та Тейлза відкидає назад до комори, де вони вибиваються з сил.
Прокинувшись, Емі, Тейлз і гравець повертаються до вагона-ресторана, де знаходять Соніка, який, схоже, насправді помер. Поки Емі починає розслідування самостійно, гравець супроводжує Тейлза, коли вони пересуваються між різними тематичними вагонами, допитуючи кожного з учасників, щоб перевірити їхні алібі. Просуваючись через салон, бібліотеку, казино та кімнату відпочинку, Тейлз і гравець досягають вагона провідника в передній частині поїзда.
Використовуючи докази, які вони зібрали, Тейлз і гравець визначають, що Еспіо був «убивцею», нокаутувавши Соніка дротиком. Не знаючи про це, Еспіо виконував вказівки самого потяга, який, як з'ясовується, був перетворений на гігантського бадника доктором Еґманом. Розлючений на провідника за те, що той планує піти на пенсію і залишити його, поїзд планує доставити всіх на базу Еґмана в обмін на винагороду, яку він має намір використати, щоб примусити провідника залишитися з ним назавжди.
Усіх затягують назад до вагонів і замикають у них. З допомогою гравця Сонік, який одужав, пролітає крізь двері, щоб звільнити всіх і дістатися до вагона провідника. Сонік та інші атакують вагон, доки не звільняють Флікі, що живить його, і Еспіо забирає його, поки Емі знищує потяг. Перед тим, як поїзд деактивується, провідник обіцяє, що ніколи не забуде свої спогади, пов'язані з ним.
Група висаджується на станції, де кондуктор возз'єднується зі своєю дружиною і виходить на пенсію, тепер у супроводі Флікі. Сонік купує торт у найближчій пекарні, і всі вітають Емі з днем народження. На своїй базі Еґмен залишається оплакувати провал свого плану.

## Розробка
The Murder of Sonic the Hedgehog була розроблена командою соціальних мереж бренду Sonic на чолі з нинішнім менеджером з соціальних мереж Кеті Хжановскі.

## Оцінки
Eurogamer зазначає, що гра була позитивно сприйнята гравцями, а відгуки користувачів Steam у перші вихідні після релізу отримали «переважну більшість позитивних оцінок».